# Marcel Olivier
Marcel Olivier (né à Nîmes le 29 novembre 1879 et mort à Paris le 3 janvier 1945) est un fonctionnaire colonial et un écrivain français.

## Biographie
Auteur de plusieurs ouvrages sur les colonies françaises en Afrique, il est gouverneur général de Madagascar. du 20 février 1924 au 30 janvier 1929. Sous sa direction est créée la banque de Madagascar, tandis que l'investissement des sociétés commerciales est encouragé sur l'île. Il lance, enfin, de grands travaux, notamment de construction de routes.
De retour en France métropolitaine, Olivier est chargé d'assister Hubert Lyautey dans l'organisation de l'exposition coloniale internationale. Son expérience dans les colonies et cette participation lui permettent d'obtenir un bon nombre de contacts dans les milieux politiques, administratifs et industriels français.
En 1932, alors que l’État reprend en charge la Compagnie générale transatlantique au bord de la faillite, Olivier est appelé à la présidence de l'entreprise. Malgré son inexpérience en termes de marine, ses contacts et sa personnalité se révèlent particulièrement utiles dans le redressement de la compagnie, avec l'aide de son directeur général, Henri Cangardel. C'est ainsi Marcel Olivier qui contribue à défendre devant l'opinion le projet du paquebot Normandie.
En 1938 et 1939, une série de grèves, ainsi que les incendies accidentels du Lafayette puis du Paris, ainsi que la pression du ministre Louis de Chappedelaine, pousse Olivier à démissionner. Il est remplacé par Jean Marie.

## Œuvres de Marcel Olivier
- Le Sénégal, Émile Larose, 1905
- Six ans de politique sociale à Madagascar, Bernard Grasset, 1931
- Circuit américain, Bernard Grasset, 1934

Par ailleurs, auteur de romans populaires publiés entre autres dans la collection Le Livre de Poche chez Jules Tallandier.